# ليستير بريكمان
ليستير بريكمان (بالإنجليزية: Lester Brickman)‏ هو كاتب أمريكي، ولد في 4 سبتمبر 1940.